# Лубенский раскол
Лубенский раскол (самоназвания Братское объединение приходов украинских автокефальных православных церквей, укр. Братське об'єднання парафій Українських Православних Автокефальних церков, Украинская православная автокефальная церковь с канонически последовательной иерархией, укр. Українська православна автокефальна церква з канонічно послідовною ієрархією, Украинская соборно-епископская церковь, укр. Українська соборно-єпископська церква; сторонников этого раскола также называли «соборно-епископцами», «лубенцами», «булдовцами») — раскольническое движение в Русской Православной Церкви, существовавшее на Украине с 1924 до конца 1930-х годов и именовавшее себя «собором епископов всея Украины». Данное объединение состояло в евхаристическом общении с Григорианским расколом. Возглавлялось Феофилом (Булдовским), именовавшим себя архиепископом Харьковским и Ахтырским, митрополитом всея Украины. До начала 1930-х годов пользовалось поддержкой ГПУ в целях ослабления Патриаршей церкви.

## История
Начало лубенскому расколу послужили два епископа Русской православной церкви — Феофил (Булдовский) и Сергий (Лабунцев), которые были рукоположены епископами в 1923 году, чтобы предотвратить влияние движения самосвятов (УАПЦ) на Подолье. Поставление украинофилов Феофила и Сергия на епископское служение на какое-то время помогло нейтрализовать активность липковцев на Полтавщине, однако вскоре епископ Феофил начал принимать под свой омофор священников-украинофилов со всей Украины, чем вызвал недовольство правящих архиереев. К Феофилу и Сергию присоединился Павел Погорилко, получивший епископскую хиротонию в январе 1923 года в Москве от обновленцев.
В сентябре 1924 года по благословению архиепископа Полтавского Григория (Лисовского) для беседы с Патриархом Тихоном о возможности дарования Украинской церкви автокефалии в Москву прибыла делегация во главе с викарием Полтавской епархии Лубенским епископом Феофилом (Булдовским); Патриарх заявил, что принципиально не возражает против автокефалии, но что её предоставление выходит за пределы Патриарших полномочий. Не удовлетворившись ответом Патриарха, епископ Феофил (Булдовский) после возвращения в Лубны в декабре 1924 года порвал общение с архиепископом Григорием. 12 (25) декабря 1924 года Феофилом и Сергием поставили протоиерея Сергия Иваницкого во «епископа Черниговского». Себя же Булдовский провозгласил «автокефальным епископом Полтавским».
Экзарх Украины митрополит Михаил (Ермаков) созвал собор архиереев для суда над Феофилом (Булдовским), который, однако, отказался явиться на его заседания. Суд, в котором приняли участие 13 епископов, проходил заочно в декабре 1924 года Булдовский и другие деятели «Лубенского раскола» 25 декабря 1924 года были извержены из сана и отлучены от Церкви.
В середине 1920-х годов обновленчество начало терять популярность и не могло продолжать эффективную борьбу с Патриаршей церковью. Вопрос о необходимости внесения очередной смуты в УПЦ и создании новой церковной организации был поднят на заседании Всеукраинской антирелигиозной комиссии (ВАК) в начале 1925 года. По мнению большевиков, чтобы эта группировка «смогла успешно бороться с тихоновщиною, епископы, возглавляющие её, должны быть» строго каноническими «с точки зрения верующих масс, кроме того, для борьбы с липкивщиною … эта группировка … должно стать на путь автокефалии Украинской церкви и украинизации богослужения». ГПУ решает арестовать экзарха Украины, митрополита Киевского Михаила (Ермакова) и передать церковную власть на Украине органу, в который бы входили полностью лояльные к советской политике архиереи.
Для предоставления церковной группировке большего веса власть привлекла к этой акции архиепископа Иоанникия (Соколовского), который находился тогда под судом за оказание сопротивления при конфискации церковных ценностей. В марте 1925 года ВАК дал инструкцию органам ГПУ завербовать архиерея, после чего связаться с ВУЦИК о его помиловании.
Смерть патриарха Тихона ускорила воплощения в жизнь плана безбожных властей. По указанию тайных органов архиепископ Иоанникий вместе с епископами Лубенским Феофилом (Булдовским), Золотоношским Сергеем (Лабунцевым), Подольским Павлом (Погорилком) и Сновским Сергием (Иваницким) создал в Харькове «инициативную группу» по созыву съезда украинских архиереев. На него были приглашены более 20 архипастырей, находившихся на тот момент находились на Украине. Однако в Лубны, где 4-5 июня 1925 проходил собор, кроме уже упомянутых церковных руководителей, приехал только епископ Иосиф, который, правда, вскоре покинул собрание. Шестеро епископов прислали письменное увещание, обращённое к Булдовскому и его сторонникам, призвали покаяться.
Организаторы «Собора», ссылаясь на постановления Всероссийского Поместного Собора 1918 года о предоставлении УПЦ автономии и Собора епископов Украины 1922 года, провозгласили автокефалию Украинской православной церкви и отмежевались от «бывших правителей Украинской церкви дореволюционного периода, … которые пренебрегли стремлением украинского народа к автокефалии и украинизации», «контрреволюционной тихоновщины», «скрытой петлюровщины, которая свила гнездо в Липкивском самосвятстве» и обновленческого раскола. Участники съезда сформировали высший церковный орган — «Собор епископов Украины» (СЕУ), который должен стать преемником Собора епископов Украины 1922 года.
Новая группировка получило название «Украинская соборно-епископская церковь». Её главой стал епископ Павел (Погорилко) с титулом «архиепископ всея Украины», первым заместителем — архиепископ Иоаникий (Сколовский), вторым — епископ Феофил (Булдовский). Фактически во главе раскола стоял Булдовский, который впоследствии его и возглавил.
Власти всячески помогали УСЕЦ. Органы ГПУ всесторонне укрепляли течение «соборно-епископцев» путём поддержки «вплоть до материальной, с целью использования их для борьбы с тихоновцами и липкивцами и направления их общей церковной политики в сторону выгодной советской власти».
Максимальное количество приходов, перешедших в раскол, по данным Феофила Потиенко, было 200. Большого распространения «Лубенский раскол» так никогда и не получил.
25 июня 1925 года Патриарший Местоблюститель митрополит Петр (Полянский) подписал вторую запретительную грамоту в отношении Булдовского.
В конце 1925 года на основании составленных архиепископом Полтавским Григорием (Лисовским) и викарием Полтавской епархии Прилукским епископом Василием (Зеленцовым) записок о лубенском расколе было подготовлено Определение о «главарях лубенского раскола», подписанное 5 января 1926 года 13 украинскими православными архиереями. В Определении лидеры булдовщины объявлялись лишёнными сана и отлучёнными от Церкви

Так как в Древней Вселенской Церкви осуждающие православную свою Церковь несправедливо и несправедливо называющие её еретической или раскольнической, отлучались (напр[имер] донатисты), то главарей лубенского раскола, в их лжесоборном постановлении от 4 и 5 июня 1925 г. нагло восхитивших себе не принадлежащее им право суда над автономной Украинской Православной Церковью и назвавших её раскольнической за верность её церковным законам, за это второе их преступление подвергнуть епитимии отлучения от православной Церкви впредь до раскаяния.

Определение было утверждено Заместителем Патриаршего Местоблюстителя митрополитом Сергием (Страгородским).
В начале марта 1926 года Булдовский поехал в Москву, где подал жалобу и просьбу о пересмотре их дела в раскольнический григорианский Временный высший церковный совет (ВВЦС), глава которого архиепископ Григорий (Яцковский) 8 марта 1926 года объявил постановление 13 епископов отклонённым.
В 1927 году к григорианам перешли почти все предводители лубенского раскола — Погорилко, Соколовский, Сергий Иваницкий. В 1927—1928 годах отошёл от активной деятельности Сергий (Лабунцев).
В конце 1927 года Булдовский созвал в Лубнах очередную «сессию собора епископов Украины», на которой он был избран председателем и возведён в сан «архиепископа», а через год — в сан «митрополита».
Впоследствии власти советской Украины, убедившись в слабой эффективности «Лубенского» и прочих расколов в борьбе с канонической Православной Церковью, перешли к политике борьбы с этими раскольничьими сообществами. В результате тотальных антицерковных репрессий число приходов, состоящих под началом Феофила (Булдовского), в 1930-х годах резко сократилось.
К 1937 году председатель УСЕЦ митрополит Феофил переехал в Ворошиловград; в 1939 году в Ворошиловграде был закрыт последний храм, принадлежавший лубенцам. С конца 1940 года Булдовский жил в Харькове как частное лицо.
В 1941 году, после начала Великой Отечественной войны и оккупации части Украинской ССР войсками германского Вермахта, некоторые приходы, открытые в годы войны на территории Полтавской, Харьковской, Сумской, Воронежской и Курской областей признали своим первоиерархом Феофила (Булдовского), объявившего себя в ноябре 1941 года митрополитом Харьковским.
27 июля 1942 года на совещании, проведённом в Харькове Феофилом, епископом Переяславским Мстиславом (Скрыпником), членами Харьковского епархиального управления и председателем Полтавского епархиального управления протоиреем Алексием Потульницким, было постановлено: «Признать, что приходы, подчинённые Высокопреосвященнейшему Владыке Феофилу на территории Харьковской, Полтавской, Сумской и Курской областей, становятся составной частью Украинской Православной Автокефальной Церкви во главе с Администратором Архиепископом Поликарпом».

## Епископат
- Феофил (Булдовский) (25 декабря 1924 — 27 июля 1942)
- Сергий (Лабунцев) (25 декабря 1924—1937) репрессирован
- Павел (Погорилко) (25 декабря 1924—1927) оставил церковную деятельность
- Сергий (Иваницкий) (25 декабря 1924—1927) судьба после 1927 года неизвестна.
- Иоанникий (Соколовский) (март 1925—1927) перешёл в григорианский раскол
- Макарий (Крамаренко) (8 июня 1925 — 8 декабря 1937)